# Лиутпранд (герцог Беневенто)
Лиутпранд (итал. Liutprando, лат. Liutprand; умер после 758) — герцог Беневенто (749—758) из рода Гаузы, сын Гизульфа II и Скауниперги.

## Биография
Лиутпранд стал герцогом Беневенто в 749 году, после смерти отца. В период его несовершеннолетия герцогством, в качестве регента, правила его мать Скауниперга, которая поддерживала политику короля лангобардов Айстульфа. В «Вольтурнской хронике» упоминается о сделанных в ноябре 747 года Лиутпрандом и Скаунипергой дарениях монастырю Сан-Винченцо-на-Вольтурно. В случае если датировка этого факта верна, то дарения были сделаны ещё при жизни Гизульфа II.
В 756 году после смерти короля Айстульфа в Италии началась борьба за власть между герцогом Тусции Дезидерием и вернувшимся из монастыря Ратхисом, ранее уже бывшим королём. Воспользовавшись этой борьбой, Лиутпранд, уже достигший к тому времени совершеннолетия, объявил о независимости Беневентского герцогства от лангобардского королевства. Примерно в то же время он, по наущению римского папы Стефана II (III), признал над собой сюзеренитет франкского короля Пипина Короткого.
В 758 году Дезидерий, укрепив своё положение в Северной Италии, двинулся со своей армией на юг. В Центральной Италии он разгромил, сверг и заключил в тюрьму Альбоина Сполетского, затем вступил в пределы Беневентского герцогства и объявил о смещении Лиутпранда и назначении новым герцогом Беневенто Арехиса II, своего зятя. Лиутпранд вскоре бежал в Гидрунт — самый отдалённый город беневентского герцогства, расположенный на берегу Ионического моря, и укрепился там. Некоторое время спустя Дезидерий вызвал из Неаполя византийского посла и предложил ему заключить союзный договор, согласно которому император Константин V вышлет в Италию экспедиционный корпус, с которым должна была соединиться лангобардская армия для подчинения Равенны, принадлежавшей в то время папе, одновременно с этим византийский флот, стоявший в Сицилии, должен был начать осаду Гидрунта и принудить Лиутпранда к сдаче. Однако этот союз не состоялся, а Лиутпранд смог скрыться. Его дальнейшая судьба неизвестна.